# Sân vận động thành phố Saida
Sân vận động thành phố Saida (tiếng Ả Rập: ملعب صيدا البلدي), còn được gọi là Sân vận động Martyr Rafic Hariri (tiếng Ả Rập: ملعب الرئيس الشهيد رفيق الحريري), là một sân vận động đa năng ở Sidon, Liban. Sân có sức chứa 22.600 chỗ ngồi.
Sân vận động được xây dựng vào năm 1999 trên nền đất mở rộng của sân vận động cũ. Nơi đây là một trong những địa điểm tổ chức các trận đấu trong khuôn khổ Cúp bóng đá châu Á 2000, giải đấu được tổ chức tại Liban. Sân hiện được sử dụng chủ yếu cho các trận đấu bóng đá trong nước và quốc tế. Sân vận động này cũng có các cơ sở vật chất cho môn điền kinh.